# رافائل کارو کینترو
رافائل کارو کوینترو (به انگلیسی: Rafael Caro Quintero) (متولد ۲۴ اکتبر ۱۹۵۲) یک قاچاقچی مکزیکی است که در اواخر دهه ۱۹۷۰ به همراه میگل آنخل فلیکس گایاردو و سایر قاچاقچیان مواد مخدر، کارتل گوادالاخارا را که اکنون از هم پاشیده‌است، تأسیس کرد. او برادر همکار قاچاقچی مواد مخدر میگل کارو کوینترو، بنیانگذار و رهبر سابق کارتل منحله سونورا است.
پس از تشکیل کارتل گوادالاخارا در دهه ۱۹۷۰، کارو کوینترو با گایاردو، ارنستو فونسکا کاریلو و پدرو آویلس پرز با ارسال مقادیر زیادی ماری جوانا به ایالات متحده از مکزیک همکاری کرد. او مسئول ربودن مأمور اداره مبارزه با مواد مخدر ایالات متحده (DEA) انریکه «کیکی» کامارنا، خلبان کامارنا آلفردو زاوالا آولار، نویسنده آمریکایی جان کلی واکر و دانشجوی دندانپزشکی آلبرتو رادلات در سال ۱۹۸۵ بود. پس از قتل، کارو کوینترو به کاستاریکا فرار کرد ، اما بعداً دستگیر شد و به مکزیک تحویل داده شد، جایی که به جرم قتل به ۴۰ سال زندان محکوم شد. پس از دستگیری او، کارتل گوادالاخارا از هم پاشید و رهبران آن در کارتل تیخوانا، کارتل سینالوآ و کارتل خوارز ادغام شدند.
کارو کوینترو در ۹ اوت ۲۰۱۳ پس از اینکه دادگاه ایالتی به این نتیجه رسید که او به‌طور نادرست محاکمه شده‌است، از زندان آزادشد. با این حال، در میان فشارهای دولت ایالات متحده برای دستگیری مجدد او، دادگاه فدرال مکزیک در ۱۴ اوت حکم بازداشت کارو کوینترو را صادر کرد. او به عنوان یک فراری تحت تعقیب در مکزیک، ایالات متحده و چندین کشور دیگر آزاد بود. ایالات متحده برای اطلاعاتی که منجر به دستگیری او شود، ۲۰ میلیون دلار جایزه تعیین کرد که بالاترین ارزش درمیان فراریانی است که درحال‌حاضر در فهرست ده نفر از تحت تعقیب‌ترین‌های FBI قراردارند.
کارو کوینترو آخرین درخواست خود را برای اجتناب از استرداد به ایالات متحده در ۲۷ مارس ۲۰۲۱ از دست داد. کارو کوینترو در ۱۵ ژوئیه ۲۰۲۲ در مکزیک دستگیرشد

### کتابشناسی - فهرست کتب
- Cockburn, Alexander (1998). Whiteout: The CIA, Drugs, and the Press. Verso. pp. 408. ISBN 1859841392. Rafael Caro Quintero.
- Edmonds-Poli, Emily (2012). Contemporary Mexican Politics. Rowman & Littlefield. p. 379. ISBN 978-1442207561.
- González, Fernando Manuel (1996). Una historia sencilla: la muerte accidental de un cardenal (به اسپانیایی). Plaza y Valdes. p. 201. ISBN 9688564680.
- Nash, Jay Robert (1993). World Encyclopedia of Organized Crime. Da Capo Press. p. 624. ISBN 0306805359.